# Girolamo Frescobaldi
Pour les articles homonymes, voir Frescobaldi.
Œuvres principales
- Il Primo Libro di Toccate (1615)
- Fiori musicali (1635)

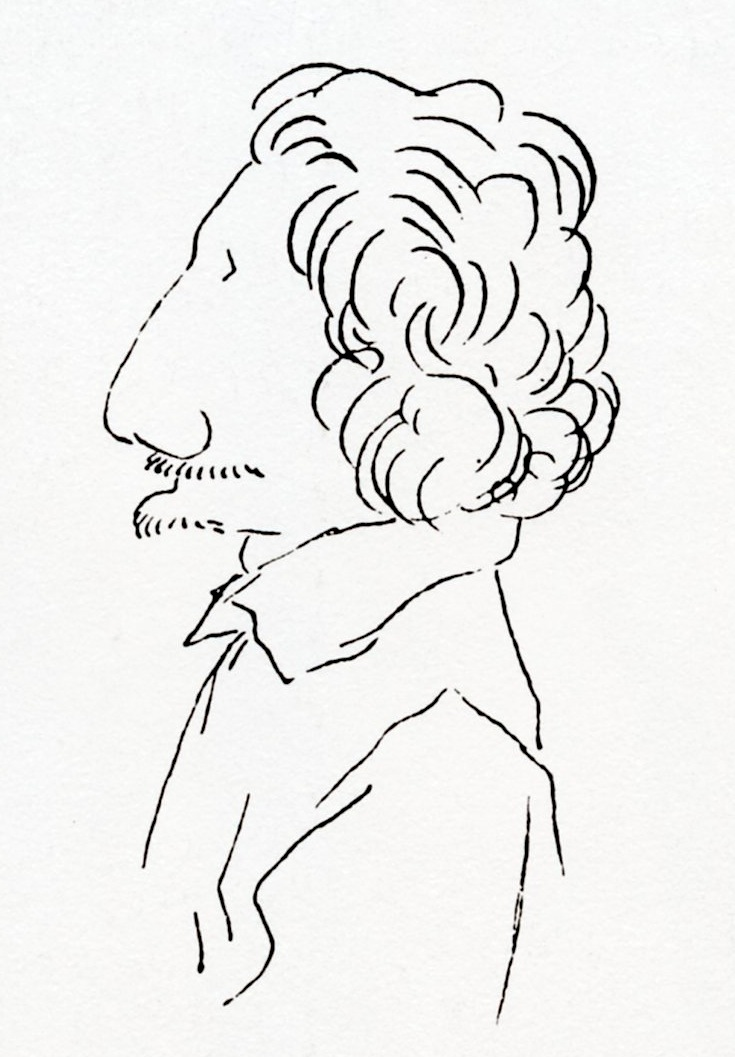
Girolamo Frescobaldi (?), caricature de Lorenzo Bernini, v. 1640

Girolamo Frescobaldi, né à Ferrare (Italie) le 13 septembre 1583 et mort  à Rome, le 1er mars 1643, est un compositeur, claveciniste et organiste italien.

## Biographie

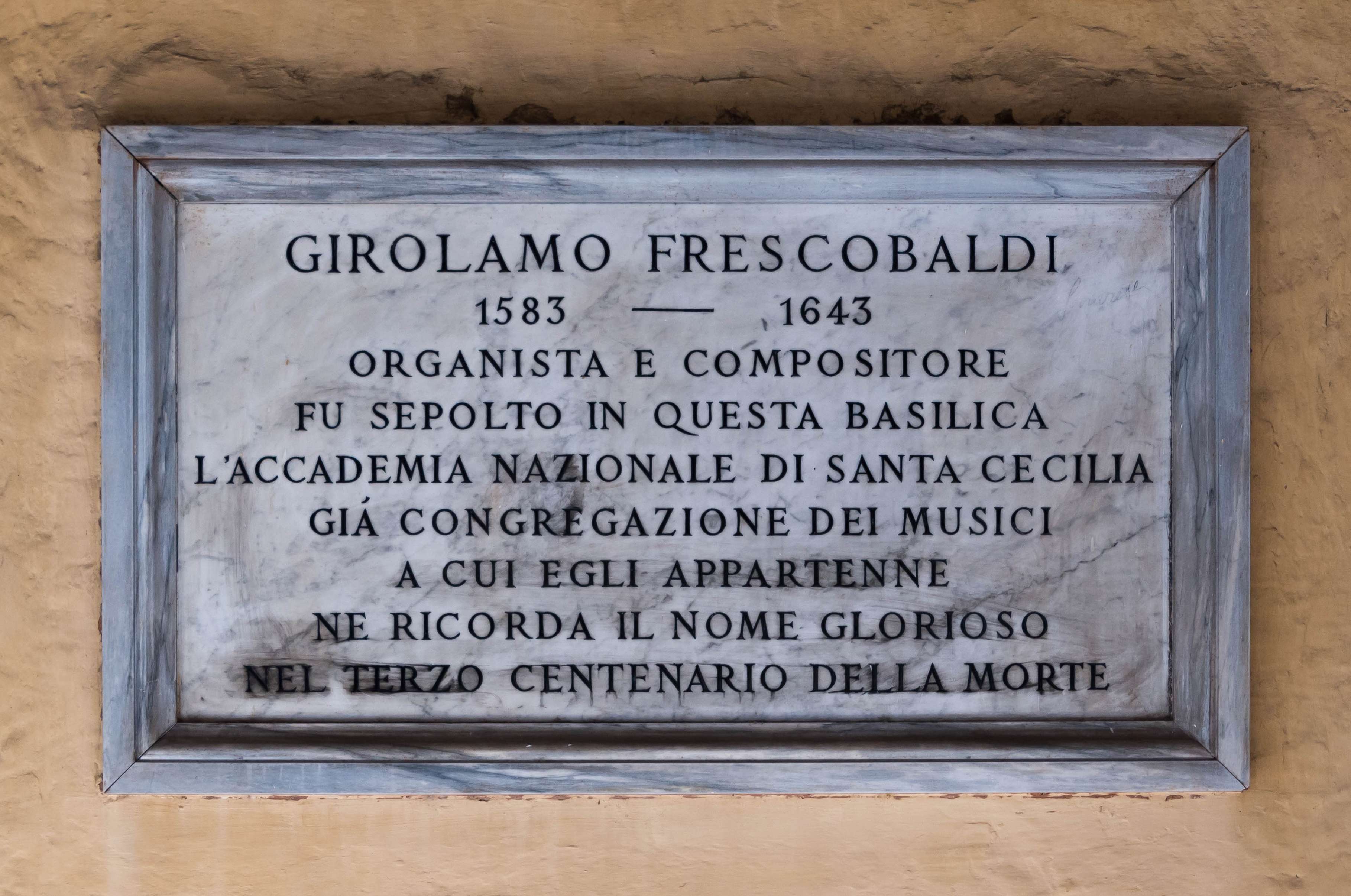
Plaque à la mémoire de Frescobaldi, à l'entrée de la basilique des Saints-Apôtres à Rome, où il est enterré.

Frescobaldi étudie avec Luzzasco Luzzaschi à Ferrare avant de se rendre à Rome dans sa vingtième année. En juin 1607, il se rend à Bruxelles avec son protecteur le cardinal Bentivoglio, dans la suite du nonce apostolique (en) et fait imprimer son premier Livre de Madrigaux à cinq voix (Pierre Phalèse, Anvers 1608) dédié au cardinal. Durant ce voyage, il aurait peut-être rencontré Sweelinck et Peter Philips qui depuis 1597, était organiste du prince[réf. souhaitée].
En 1608, de retour des Flandres, il fait publier à Milan son livre de Fantasie a quattro pour clavier. Après quelques mois passés à Ferrare, il réussit le concours pour le poste d'organiste de la basilique Saint-Pierre de Rome (il a vingt-cinq ans) et en est le titulaire jusqu'à sa mort en 1643. Il reste malgré tout au service des Aldobrandini, effectuant un séjour de deux mois chez les Gonzagues à Mantoue (1614) et auprès du duc de Toscane, Ferdinando II (1628–1634) les Médicis à Florence. Pendant l'été 1629, il est à Rome où il donne un concert avec le « Monarca della Tromba », le trompettiste Girolamo Fantini. 
Principal maître du clavecin et de l'orgue en Italie pendant la première partie du XVIIe siècle, sa renommée dépassa la péninsule italienne et son influence s'étendit, notamment par l'intermédiaire de son disciple Johann Jacob Froberger, dans le reste de l'Europe musicale, jusqu'à Jean-Sébastien Bach. Son jeu stupéfie ses contemporains et ses œuvres sont publiées et réimprimées plusieurs fois. Cette popularité s'explique notamment par l'absence de « mécanisme et d'abstraction intellectuelle ».
Le recueil majeur de Frescobaldi sont les Fiori musicali (Venise, 1635) composé de 46 morceaux, dont seuls deux (les derniers) sont profanes – notamment la célèbre Bergamasca. Il rassemble le nécessaire à trois messes pour orgue : Messe du dimanche, des apôtres et de la Vierge. Frescobaldi y donne une leçon de style et de goût, abolissant tout apparat extérieur, dans une poignante expressivité dans un style très personnel.
Bien qu'il ait eu de nombreux élèves (notamment Froberger, Kerll et Tunder), il est le dernier grand représentant, le plus marquant de l'école italienne, en déclin après lui : reste Bernardo Pasquini et le pays se tourne vers d'autres formes musicales : par l'instrument privilégié, le violon, la naissance et le développement du concerto et la musique vocale et dramatique de l'opéra…

## Œuvres
L'œuvre de Girolamo Frescobaldi est marquée du sceau de son génie de mélodiste. Son style, très personnel, fait une large place aux dissonances, à la modulation, aux ruptures subites de rythme, à l'invention mélodique toujours renouvelée qui évoquent l'improvisation. Ses contrepoints sont impressionnants et la fugue classique est pratiquement constituée.
Son œuvre consiste en 35 recueils. La toccata, la partita, la canzone, le ricercare, le capriccio et la fantasia sont ses formes musicales de prédilection.

### Œuvres vocales

#### Profane en italien
- Il primo libro de' Madrigali, à 5 voix,  Anvers, 1608.
- Primo Libro d'Arie Musicali per Cantarsi nel Gravicembalo, e Tiorba, à 1-3 voix, Florence, 1630.
- Secondo Libro d'Arie Musicali per Cantarsi nel Gravicembalo, e Tiorba, a 1-3 voix, Florence, 1630.
- Plusieurs arias avec basse continue dans des recueils d’époque.
  - Alla gloria alli honori, aria à 2 voix et basse continue, 1621.
  - O bell'occhi che guerrieri, aria pour voix et basse continue, 1621.
  - Era l'anima mia, aria à 2 voix et basse continue, 1622.

#### Sacrée en latin
- Liber secundus diversarum modulationum, motets à 1-4 voix, Rome, 1627.
- Missa sopra l’aria della Monica, à 8 voix.
- Missa sopra l’aria di Fiorenza, à 8 voix.
- Quelques motets à 3 et 4 voix dans des recueils d’époque.
  - Peccavi super numerum, motet à 3 voix et basse continue, 1616.
  - Angelus ad pastores, motet à 3 voix et basse continue, 1618.
  - Ego sum panis vivus, motet à 3 voix et basse continue, 1621.
  - Jesu rex admirabilis, motet à 4 voix et basse continue, 1625.
- Un motet resté manuscrit.

### Œuvres instrumentales

#### Claviers

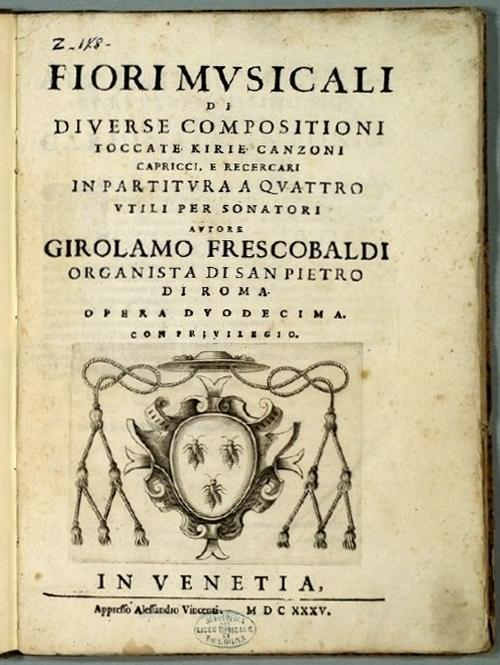
Page de titre des Fiori musicali (1635).

- Il primo libro delle Fantasie a quattro, Milan, 1608.
- Recercari, et canzoni francese fatte sopra diverse oblighi in partitura, libro primo, Roma, 1615 ; réédités en 1624 dans une édition contenant aussi les Capricci de 1624.
- Toccate e partite d'intavolatura di cimbalo, libro primo, Rome, 1615 ; rééditées avec les Toccate e Partite de 1627.
- Il primo libro di Capricci fatti sopra diversi soggetti et arie in partitura, Rome, 1624.
- Il Secondo Libro di Toccate, Canzone, Versi d’Hinni, Magnificat, Gagliarde, Correnti et Altre Partite d’intavolatura di Cimbalo et Organo, Rome, 1637.
- Fiori musicali di diverse compositioni, toccate, kirie, canzoni, capricci, e recercari, in partitura a quattro, utili per sonatori, Venise, 1635. Pièces d'orgue à usage liturgique (3 messes).
- Canzoni alla francese in partitura, Venise, 1645 ; recueil posthume.
- Diverses pièces, restées manuscrites.

#### Autres
- Canzoni per Sonare con ogni sorte di Stromenti a Quattro, Cinque & Otto, con il suo Basso generale per l'Organo : trois canzoni, respectivement à quatre, cinq et huit voix, avec basse continue pour l'orgue, dans une anthologie de plusieurs auteurs, Venise, Raverij, 1608.
- Canzoni da sonare a una, due, tre et quattro libro primo, Roma, 1628. Recueil de canzoni à une, deux, trois ou quatre voix, réimprimé à Venise en 1634 sans œuvre nouvelle.

## Hommages
- (11289) Frescobaldi, un astéroïde de la ceinture principale découvert en 1991[6].
- Le XIème et dernier mouvement de Musica ricercata de György Ligeti.